# Stemonurus perobtusus
Stemonurus perobtusus är en järneksväxtart som först beskrevs av François Gagnepain, och fick sitt nu gällande namn av Herman Otto Sleumer. Stemonurus perobtusus ingår i släktet Stemonurus och familjen Stemonuraceae. Inga underarter finns listade i Catalogue of Life.